# Hedwig Lachmann
Hedwig Lachmann (29 d'agost de 1865 – 21 de febrer de 1918) va ser una escriptora, traductora i poetessa alemanya.

## Vida
Lachmann va néixer a Stolp, Pomerania el 1865 i va ser la major dels sis fills del rabí Isaak Lachmann (1838-1900) i Wilhelmine (Minna) nascuda, Wohlgemuth (1841-1917). Va passar la seva infantesa a Stolp i a Hürben (Subia) i a l'edat de 15 anys va aprovar els exàmens a Augsberg per a ser profesora de llengües. Dos anys més tard va marxar a treballar com a institutriu a Anglaterra, i el 1885 retornà a Alemanya i es va establir a Dresden.
Dos anys després va treballar com a docent i professora de llengua a Budapest. El 1889 es va traslladar a Berlín, on es van publicar, per primera vegada, les seves traduccions de Poemes Hongaresos i Poemes seleccionats d'Edgar Allan Poe per Verlag des Bibliographischen Bureaus (Editorial de l'Oficina Bibliogràfica). Des de 1889 fins poc abans de morir el 1917, va mantenir contacte amb el cercle de poetes Friedrichshagener i Pankow.
El 1892 es va reunir amb Richard Dehmel per primera vegada i va començar una llarga amistat. Va ser a casa d'ell que va conèixer el seu futur espòs, el teòric anarquista Gustav Landauer, el 1899. El 1901, el van emigrar a Anglaterra junts. Un any més tard, tots dos van tornar a Berlín on va néixer la seva filla Gudula. Pel març de 1903, Gustav Landauer es va divorciar i van contreure matrimoni el 1903. L'any següent, el seu pare va morir.
Va morir a Krumbach, Suabia en 1918.

## Obres
Poesia
Im Bilde 1902
Collection of Poetry post. 1919
Traduccions
De l'anglès a l'alemany:
Oscar Wilde: Salome
Obres d'Edgar Allan Poe
Obres de Rabindranath Tagore
De l'hongarès a l'alemany:
Poesia Hongaresa 1891
Obres de Sándor Petőfi
Del francès a l'alemany:
Obres de Vaig honorar de Balzac